# Nicole LaLiberte
Nicole LaLiberte (Clifton Park, 1 de diciembre de 1981) es una actriz estadounidense de cine y televisión. Ha tenido papeles recurrentes en las series de televisión How to Make It in America (2011) y Dexter (2012–2013) y protagonizó junto a Danielle Panabaker la película Girls Against Boys (2012). En 2017 interpretó a Darya en la tercera temporada de la serie Twin Peaks.

## Filmografía

### Televisión
| Año       | Título                       | Rol                | Notas |
| --------- | ---------------------------- | ------------------ | --- |
| 2007      | Law & Order: Criminal Intent | Starlet            | Episodio: "Bombshell"                                                                                         |
| 2007      | Rescue Me                    | Knockout           | Episodio: "Keefe"                                                                                             |
| 2009      | Nurse Jackie                 | Modelo             | Episodio: "Health Care and Cinema"                                                                            |
| 2011      | How to Make It in America    | Lulu               | Papel recurrente                                                                                              |
| 2013      | The Mentalist                | Annabelle Sugalski | Episodio: "Little Red Corvette"                                                                               |
| 2012–2013 | Dexter                       | Arlene Schram      | Episodio: "Do You See What I See" Episodio: "Surprise, Motherfucker!" Episodio: "Make Your Own Kind of Music" |
| 2017      | Twin Peaks                   | Darya              | 2 episodios                                                                                                   |

### Cine
| Año  | Título               | Rol                            | Notas            |
| ---- | -------------------- | ------------------------------ | ---------------- |
| 2009 | My Normal            | Natalie                        |                  |
| 2010 | Superego             | Scarlet                        | Película para TV |
| 2010 | Kaboom               | Madeleine O'Hara/Rebecca Novak |                  |
| 2010 | Dinner for Schmucks  | Christina                      |                  |
| 2010 | News from Nowhere    | Natalie                        |                  |
| 2011 | Shouting Secrets     | Bianca                         |                  |
| 2012 | Wifed Out            |                                |                  |
| 2012 | Girls Against Boys   | Lulu                           |                  |
| 2012 | Nous York            | Rachel                         |                  |
| 2012 | Arthur Newman        | Silverlake                     |                  |
| 2013 | In a World...        | Amazona                        |                  |
| 2013 | Fractured            | Marlena                        |                  |
| 2015 | Here Now             | Lilith                         |                  |
| 2016 | The Labyrinth        | Madre                          |                  |
| 2016 | Adam Green's Aladdin | Presidente                     |                  |
| 2016 | Stale Ramen          | Elise                          |                  |
| 2016 | Smartass             | Chuchu                         |                  |